# Eodrepanus morgani
Eodrepanus morgani är en skalbaggsart som beskrevs av Barbero, Palestrini och Angela Roggero 2009. Eodrepanus morgani ingår i släktet Eodrepanus och familjen bladhorningar. Inga underarter finns listade i Catalogue of Life.